# La Musgaña
La Musgaña es un grupo español de música folk, formado en 1986. Su música se basa principalmente en la tradición instrumental de Castilla y León enriquecida con influencias atlánticas y mediterráneas, todo ello aderezado con arreglos y ritmos actualizados. En sus composiciones utilizan varios instrumentos populares como la gaita sanabresa, flauta de tres agujeros y tamboril, zanfona, etc. a los que se suman instrumentos más modernos como el bouzuki, el acordeón, la  guitarra acústica, clarinete, saxo, etc.

## Biografía
La Musgaña fue fundada en 1986 en el barrio de Hortaleza con la intención de formar un grupo folk centrado en la música tradicional de Castilla y León.
Con su álbum de debut El Diablo Cojuelo ganaron el 1.er. Premio Folk Actual de la Muestra Nacional de Folk para Jóvenes Intérpretes de 1988, celebrada en Santiago de Compostela. Gracias a este premio, se les ofrece la posibilidad de grabar su segundo álbum, El Paso de la Estantigua, con el sello de Radio Nacional de España en 1989.
Su tercer trabajo de estudio, Lubicán, editado en 1993 bajo el sello Xenophile-Green Linnet, fue su primer lanzamiento en Norteamérica, lo que comienza a darles fama internacional. En 1991 dos de los miembros fundadores, Climent y Martín, abandonan el grupo, siendo reemplazados por Cuco Pérez y Luis Delgado.
El cuarto álbum, Las Seis Tentaciones, fue editado en 1995, de nuevo con la discográfica Green Linnet. En esta ocasión la formación queda reducida a cuatro integrantes: Almendros, Beceiro, Muñoz y Delgado, y aparece Kepa Junkera como artista invitado.
En 1997 graban su primer (y hasta la fecha único) álbum en directo, titulado simplemente En Concierto. Editado por el sello Resistencia y registrado en sendos conciertos celebrados en Madrid y Baracaldo con motivo del décimo aniversario de la banda, en los que cuentan con la colaboración de antiguos integrantes del grupo así como con renombrados artistas de la escena folk, como Amancio Prada, Kepa Junkera, Radio Tarifa, Manuel Luna Samperio, Johnny Cunningham y Javier Paxariño.
Tras seis años sin grabaciones, pero con una intensa actividad de proyectos y conciertos entre los que destaca su colaboración con la Compañía Ibérica de Danza, aparece en 2003 un nuevo álbum, Temas Profanos que la crítica ha considerado el trabajo más “elaborado, minucioso y excitante” de su trayectoria. Editado en Lubicán Records, sello creado por el propio grupo, cuentan de nuevo con la colaboración de varios artistas invitados, como la cantante Carmen París y el reconocido etnógrafo, folclorista y músico Joaquín Díaz.
En agosto de 2004, durante el ensayo previo a una actuación en Barcelona, Enrique Almendros, sufre un derrame cerebral que le obliga a mantenerse fuera de los escenarios de forma permanente. Tras este duro golpe, La Musgaña decide seguir adelante, y entran a formar parte del grupo dos nuevos músicos, Diego Galaz al violín y el arandino Jorge Arribas al acordeón.
La Musgaña retoma de nuevo su actividad internacional a finales del 2006 con actuaciones en Estados Unidos, Italia y Francia. Dos años después, en 2008, publican 20, un disco recopilatorio donde revisan su repertorio tras 20 años de trayectoria musical.
En 2009 publican el álbum “Idas y Venidas” y en 2013, “Entre dos”, el penúltimo trabajo publicado.
En 2015 editan “Si supiera que cantando” su último disco hasta la fecha, incorporándose los miembros Sebastián Rubio a la batería y percusiones, Antonio Toledo, guitarra clásica y Marta de la Aldea como voz solista.
En 2018, comienzan una nueva andadura junto a Luis Antonio Pedraza, con el que presentan un nuevo disco "Raitán" en mayo de 2019. El disco incluye 10 temas propios del noroeste peninsular, entre ellos destacan melodías tradicionales renovadas y presentadas con vocación universal de comarcas como Sayago, Aliste, La Raya o Galicia.

## Componentes
Formación original (1987):
- Enrique Almendros - Gaita Charra, Dulcimer, Flauta, Gaita de fole.
- Carlos Beceiro - Bajo, Contrabajo, Guitarra acústica, Pandereta.
- Jaime Muñoz - Flauta travesera, Clarinete, Flauta dulce, Tambor.
- José María Climent - Violín, Rabel, Arrabel, Albogue, Gaita de fole, Percusión.
- Rafael Martín - Laúd, Zanfona, Bandurria, Voz.

Formación 1991:
- Jaime Muñoz - Clarinetes, Flautas, Gaitas.
- Carlos Beceiro - Zanfona, Guitarra, Cistro.
- Enrique Almendros - Gaita charra y tamboril, flauta y Gaita.
- Cuco Pérez - acordeón
- Luis Delgado - Percusión

Formación 1994:
- Jaime Muñoz - Clarinetes, Flautas, Gaitas.
- Carlos Beceiro - Zanfona, Guitarra, Cistro.
- Enrique Almendros - Gaita charra y tamboril, flauta y Gaita.

Formación 2006:
- Jaime Muñoz - Clarinetes, Flautas, Gaitas.
- Carlos Beceiro - Zanfona, Guitarra, Cistro.
- Diego Galaz - Violín.
- Jorge Arribas - Acordeón.
- Sebastián Rubio - Percusión.

Formación 2013:
- Jaime Muñoz - Clarinetes, Flautas, Gaitas.
- Carlos Beceiro - Zanfona, Guitarra, Cistro.

Formación 2015:
- Jaime Muñoz - Clarinetes, Flautas, Gaitas.
- Carlos Beceiro - Zanfona, Bajo, Cistro.
- Antonio Toledo - Guitarra.
- Sebastián Rubio - Percusión
- Marta de la Aldea - Canto

Formación actual (desde 2018):
- Jaime Muñoz - Clarinetes, Flautas, Gaitas.
- Carlos Beceiro - Zanfona, Guitarra, Cistro.
- Luis Antonio Pedraza - Flauta de tres agujeros y tamboril, Gaita Sanabresa, Canto y Pandereta.

Otros músicos que han colaborado en grabaciones y conciertos:
- Amancio Prada
- Joaquín Díaz
- Kepa Junkera
- Paul James
- Carmen París
- Manuel Luna
- Coetus
- Acetre
- Johnny Cunningham
- Javier Bergia
- Luis Delgado
- Eliseo Parra

## Discografía
- El Diablo Cojuelo (1988)
- El Paso de la Estantigua (1989)
- Lubicán (1993)
- Las Seis Tentaciones (1995)
- En Concierto (1997)
- Temas Profanos (2003)
- 20 (2008)
- Idas y Venidas (2009)
- Entre Dos (2013)
- Si Supiera Que Cantando... (2015)
- Raitán (2019)